# رنا أبو فريحة
رنا أبو فريحة (بالعبرية: רנא אבו פריחה‏) (ولدت في 8 أكتوبر 1990) هي مخرجة أفلام وثائقية ومصورة فيديو. من أشهر أعمالها فيلم «خطوات لها» الذي يوثق قصة عائلتها.

## حياتها
ولدت رنا أبو فريحة في تل شيفا، والدتها رودينا مدرّسة لغة إنجليزية وكان والدها مهندس نقل. كانت والدتها عربية إسرائيلية من قرية جاث الزراعية في منطقة المثلث. ولها أربع إخوة. شقيقتها ياسمين طبيبة وناشطة اجتماعية ورائدة، كان شقيقها أمير متميزاً في الرياضيات، ويعمل في قطاع التكنولوجيا. كما شاركت أبو فريحة في مسابقات الرياضيات في المدارس المتوسط، اختيرت للمشاركة في برنامج جامعة بن غوريون للطلاب الموهوبين عندما كانت في الصف الخامس.
عندما كانت في الخامسة من عمرها، انتقلت عائلتها إلى مدينة أومير اليهودية المجاورة، لتصبح واحدة من أول عائلتين بدويتين هناك (بحلول عام 2019 أصبح العدد عشرة). وفقًا لأبو فريحة، كان والداها من المفكرين الثوريين، ونظراً إلى أن مدينتهم لم يكن لديها رياض أطفال أو خيارات الرعاية النهارية، فإن هذه الخطوة كانت حلاً جذريًا. كان عمر يهوديًا بالكامل، معظمهم من الأشكنازي، وقومياً للغاية. يكبر كان هناك صعوبة بالنسبة لها. لقد قالت عن ذلك: «اليوم أنا أفهم مدى قوة هذه الازدواجية. إنها في الواقع قادرة على رؤية كل ما يعتبر» طبيعيًا «و» صوابًا «من الخارج، وفي المنزل ما يفترض تجنبه. لسنوات لقد ابتعدت عن الهوية العربية والبدوية الفلسطينية. لم أكن أرغب في التحدث باللغة، وكنت خائفًة من الاقتراب منها. الحمد لله أنني لست في هذا المكان اليوم». 
درست أبو فريحة الهندسة المعمارية، ثم صناعة الأفلام الوثائقية، في أكاديمية بيزلال للفنون والتصميم. تعمل كمستشارة لجمعية التطلع إلى الأمام، والتي تعمل على التعرف على الشباب المتميزين من الأطراف الجغرافية والاجتماعية، وإعدادهم للتعليم العالي في التلفزيون السينمائي والفنون.

## روابط خارجية
- رنا أبو فريحة على موقع IMDb (الإنجليزية)